# Lilamusseron
Lilamusseron (Calocybe ionides) är en svampart som först beskrevs av Pierre Bulliard (v. 1742–1793), och fick sitt nu gällande namn av Donk 1962. Calocybe ionides ingår i släktet Calocybe och familjen Lyophyllaceae.   Inga underarter finns listade i Catalogue of Life.
I den svenska databasen Dyntaxa används istället namnet Rugosomyces ionides för samma taxon.  Arten är reproducerande i Sverige.

## Bildgalleri

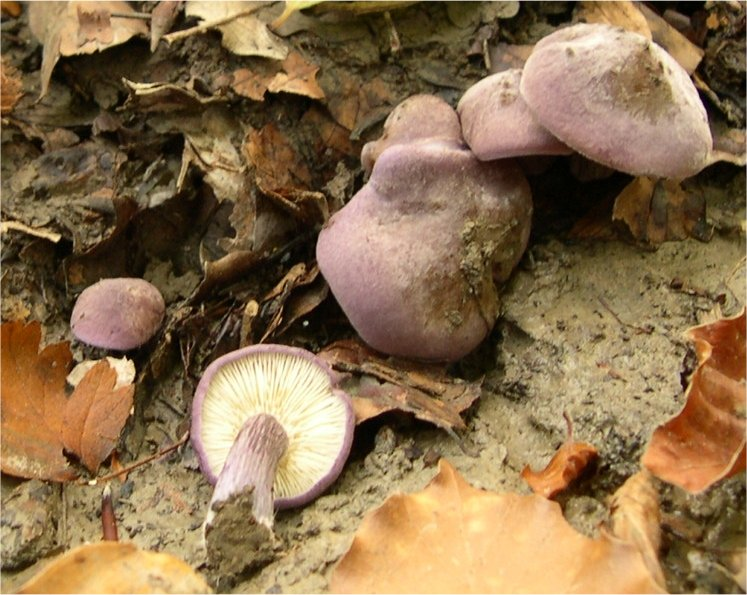